# AJ Vaccines
AJ Vaccines er en dansk medicinalvirksomhed ejet af Aljomaih Group. Virksomheden blev grundlagt i 2016, da Alijomiah Group opkøbte vaccineproduktionen fra Statens Serum Institut.
Virksomheden producerer vacciner, der beskytter mod kighoste, stivkrampe, difteri, polio og tuberkulose også kaldet DiTeKiPol/Act-Hib, der ligeledes giver beskyttelse imod meningitis og strubelågsbetændelse forårsaget af bakterien Haemophilus influenzae. Vaccinen er en del af det danske børnevaccinationsprogram. AJ Vaccines er derudover en del af WHO's Poliovaccine initiativ.
AJ Vaccines er godkendt i overensstemmelse med Good manufacturing practice (GMP) af bl.a. Lægemiddelstyrelsen.
Salget af vaccineproduktion til det saudiarabiske firma Aljomaih Group blev kritiseret i medierne, både af hensyn til forsyningssikkerheden, salgsprisen samt beskyldninger om støtte til Det muslimske broderskab, hvilket dog ikke er bekræftet.